# Вецьк (Поморське воєводство)
Вецьк (пол. Wieck) — село в Польщі, у гміні Черськ Хойницького повіту Поморського воєводства.
Населення — 160 осіб (2011).
У 1975-1998 роках село належало до Бидгощського воєводства.

## Демографія
Демографічна структура станом на 31 березня 2011 року:
|          | Загалом | Допрацездатний вік | Працездатний вік | Постпрацездатний вік |
| -------- | ------- | ------------------ | ---------------- | -------------------- |
| Чоловіки | 82      | 16                 | 60               | 6                    |
| Жінки    | 78      | 22                 | 42               | 14                   |
| Разом    | 160     | 38                 | 102              | 20                   |